# Brüderwiese
Brüderwiese ist eine zur sächsischen Gemeinde Deutschneudorf gehörende Streusiedlung im Erzgebirgskreis.

## Geografie

### Lage
Brüderwiese liegt etwa 3,5 Kilometer südöstlich von Seiffen im Erzgebirge. Die Ansiedlung liegt unmittelbar an der Deutsch-Tschechischen-Grenze, welche hier der Verlauf der Schweinitz markiert. Gegenüber seinen unmittelbaren Nachbarorten auf deutscher Seite ist sie durch Waldgebiete abgeriegelt, auf tschechischer Seite grenzt die Flur von Mníšek v Krušných horách an.
Durch die Ortslage führt die Staatsstraße 214 Olbernhau–Deutscheinsiedel, über Kommunalstraßen besteht zudem Anschluss an die Kreisstraße 8109 Seiffen–Deutschneudorf sowie die S 207 Eppendorf–Deutscheinsiedel.

### Nachbarorte
| Oberseiffenbach | Heidelberg                                  | Deutscheinsiedel         |
|                 | Kompassrose, die auf Nachbargemeinden zeigt | Mníšek v Krušných horách |
| Deutschneudorf  | Nová Ves v Horách                           |                          |

## Geschichte

### Erstbesiedelung durch Zisterzienser

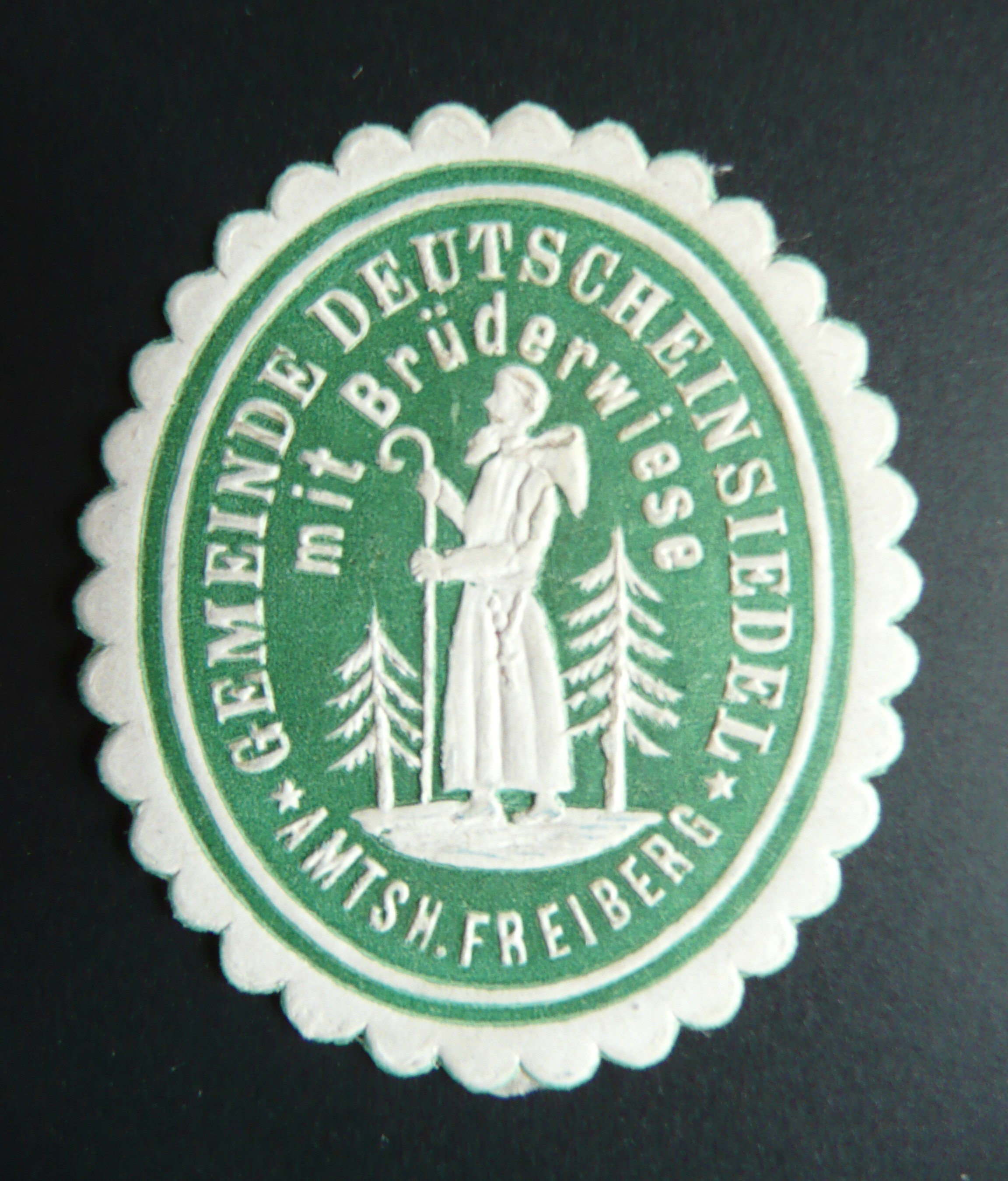
Darstellung eines Mönches in der Siegelmarke der ehemaligen Gemeinde Deutscheinsiedel mit Brüderwiese von ca. 1900

Die Erstbesiedelung und Bewirtschaftung des Ortes erfolgte um 1209 im Rahmen der Kolonisation der Kammregion des Erzgebirges durch Zisterzienser des Klosters Ossegg.
Ausschlaggebend dafür war das Erste Berggeschrey im Raum Freiberg, mit dem in der Folge die Landnahme für den jeweiligen Herrschaftsbereich und damit die Sicherung der dortigen Bodenschätze einherging.
Die seinerzeit einzig gangbare Verbindung von Süden in diese Region war ein Weg über Dux, Brüx und von dort einem Böhmischen Steig nordwärts folgend in die Region um die heutigen Orte Böhmisch-Einsiedel und Deutscheinsiedel. In einer im Hauptstaatsarchiv Dresden befindlichen Akte von 1560 wird dieses Gebiet u. a. folgendermaßen beschrieben:

„bei, […] den Brüdern – Do ethero eine Clauß und Capelle gestanden, Forder Arnsbergk bis an den Einsiedel, ein Dorf also genannt, Welches kegen Brüx gehorigk, Und ein Haus mit etlichen Feldern und Wiesen [...], do dannen bis an Dreier Herrn Reinung [...]“

Dies belegt, dass der Flurname Brüderwiese auf die Anwesenheit von Mönchen („Brüdern“) in diesem Gebiet zurückzuführen ist. Zudem existieren um den Ort weitere Bezeichnungen, die auf die Anwesenheit von Mönchen hindeuten. So befindet sich auf tschechischer Seite z. B. der Brüderberg, im sächsischen gibt es ebenfalls einen Brüderberg (heute Grauhübel) und einen Brüderweg.
Die Aufgabe, Erze in Richtung Freiberg zu suchen, führte dazu, dass die Zisterzienser ihr Tätigkeitsfeld weiter nördlich bis nach Dörnthal, Nassau und Schönfeld ausdehnten und die Entfernung zum Kloster größer wurde. Die hier tätigen Mönche wollten gemäß ihren Regeln in einer Kirche beten, jedoch ist bereits das Gebiet bei Deutsch- und Böhmisch-Einsiedel einen Tagesmarsch von Ossegg entfernt und liegt zudem mehrere hundert Höhenmeter über diesem.
So entstand auf dem heutigen Gebiet von Brüderwiese ein Nebenkloster (Eremus) mit Kapelle und Klause, wie diese in oben genannter Akte als ehedem genannt werden.
Das hiesige Gelände lag – wie eine ihrer Regeln besagt – abseits eines Hauptweges und bot mit drei seichten Seitentälern gute Bedingungen um Fischteiche anzulegen. Brüderwiese wurde somit zentraler Ausgangspunkt für die Besiedelung des nördlich liegenden Gebietes und die Mönche konnten durch Klause und Kapelle dauerhaft hier wohnen und ihre Aufgaben wahrnehmen.
Es ist anzunehmen, dass nach den Plünderungen des Klosters Ossegg 1248 und 1278 auch dieses Nebenkloster an Bedeutung verlor. Kapelle und eine Klause sollen bis ins 16. Jahrhundert bestanden haben, offenbar ist das Gelände in der Folge wüst geworden.

### Wiederbesiedelung bis zur Gegenwart

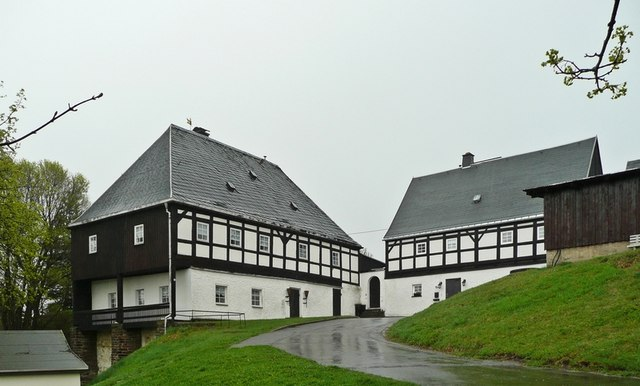
Ehemaliges Hammerherrenhaus Brüderwiese, heute Technisches Denkmal

Die Wiederbesiedelung erfolgte in der zweiten Hälfte des 17. Jahrhunderts durch böhmische Exulanten. Die erste belegte Ortsnamenform datiert von 1735 in der heutigen Form.
Im Werk „Neue Sächsische Kirchengalerie“ von 1901 heißt es Brüderwiese betreffend:

„Brüderwiese leitet seinen Namen von den Gebrüdern Mäder ab 1, welche hier 1666 auf einer Wiese im Schweinitzthale einen Kupferhammer und zwei Bretmühlen errichteten und deren Nachkommen erst vor wenigen Jahren ausgestorben sind. Nach anderen, aber wenig glaubhaften Nachrichten sollen die Gründer des Ortes drei Brüder gewesen sein, welche hier als Einsiedler lebten und dem Dorfe Böhmisch-Einsiedel seinen Namen gegeben haben. Hier soll auch eine der diesen gehörige Glocke aufgefunden worden sein 2, welche noch heute in der Kirche zu Seiffen sich befinde.“

1696 wurde durch die Seiffener Einwohner Samuel Lorenz und Samuel Zeidler, Baugrund für eine Brettmühle bei der Brüderwiese erworben.
Albert Schiffner nennt 1827 im Staats-, Post und Zeitungslexikon von Sachsen Brüderwiese betreffend u. a. die Fertigung von Holz- und Spielwaren, wie seinerzeit in den Nachbarorten Deutschneudorf und Heidelberg. Außerdem: „Sonst soll hier, ausser der Bretmühle, auch ein Eisenhammer gewesen seyn.“ Dieser Eisenhammer nebst einer weiteren Brettmühle wurde von Christian Mäder errichtet, der dazu 1707 ein Waldstück erworben hatte. Das unter Denkmalschutz stehende, zweigeschossig als Fachwerkbau ausgeführte ehemalige Hammerherrenhaus wurde 1713 errichtet. 1736 erhält Christian Mäder die Konzession zum Betreiben eines Kupferhammers. Wenngleich Schiffner 1827 von dem Eisenhammer nur vom Hörensagen berichtete, so muss doch zumindest bis 1878 noch eine Schmiedewerkstatt bestanden haben, in der kunstvolle Schmiedearbeiten ausgeführt wurden. 1858 wurde das Gebäude nach Brand, vermutlich wieder als Hammerschmiede, durch Friedrich-Fürchtegott Schneider neu aufgebaut. 1886 wird dann Karl-Richard Böhme als Drehwerksbesitzer genannt. 1888 lässt Böhme das "alte" Drehwerk abbrechen und baut es wieder als Drehwerk die Brettmühle auf. 1895 ist die Brettmühle erneut abgebrannt und wurde durch Böhme wieder aufgebaut. Im Dezember 1896 wird dann die verwitwete Frau des Karl-Richard Böhme als Brettmühlenbesitzerin genannt.
1839 wurden die alten Grundherrschaften aufgelöst. Aus dem königlichen und herrschaftlichen Anteil wurde die Gemeinde Deutscheinsiedel neu gebildet, hinzu kam der Ortsteil Brüderwiese, der bis dahin zum Seiffener Ortsteil Heidelberg gehörte.
Zum 1. Januar 1999 erfolgte der Zusammenschluss der bis dahin eigenständigen Gemeinden Deutscheinsiedel mit Brüderwiese und Deutschneudorf zur neuen Gemeinde Deutschneudorf.

### Entwicklung der Einwohnerzahl
| Jahr | Einwohnerzahl |
| ---- | ------------- |
| 1787 | 4 Häusler     |
| 1834 | 113           |

| Jahr | Einwohnerzahl |
| ---- | ------------- |
| 1871 | 179           |
| 1890 | 117           |